# 문지희
문지희(文志喜, 1988년 8월 2일~)는 대한민국의 바이애슬론 선수이다. 2010년 동계 올림픽과 2014년 동계 올림픽, 2018년 동계 올림픽에 대한민국 국가대표로 참가하였다. 

## 경력
전라북도 무주군 출신으로 2000년에 전남체육회에 입단하여 김상욱을 코치로 하여 바이애슬론에 입문했다. 무주고 재학 시절인 2005년에 우즈베키스탄의 타슈켄트에서 열린 아시아 하게 바이애슬론 선수권 대회를 통해 국가대표로 데뷔했으며, 추적 경기에서 은메달을 획득했다. 같은 해에 오스트리아 오버틸리아흐에서 열린 유로파 컵에 참가하였으며, 이듬 해인 2006년에도 오버틸리아흐 유로파컵에 참가하였다. 같은 해에 슬로베니아 포클류카에서 열린 월드컵에 참가하여 자신의 첫 월드컵 참가를 이뤘다. 2007년에도 핀란드 콘티올라티 등지에서 열린 월드컵에 참가혔으며,  중화인민공화국 창춘에서 열린 아시안 게임에도 참가하여 스프린트 부문에서 15위를 기록했다. 2008년에는 스웨덴 외스테르순드에서 열린 세계 선수권 대회에 대한민국 국가대표로 참가하여 개인전에서 73위를 기록했으며, 조인희, 이인복, 박병주와 함께 혼성 경기에도 출전하여 19위를 기록했다.  2009년에는 평창에서 열린 세계 선수권 대회에도 대한민국 국가대표로 참가, 개인전에서 94위, 스프린트에서 65위를 기록했다. 같은 해에 독일 오버호프에서 열린 세계 하계 선수권 대회에 참가하여 7.5km 스프린트 부문에서 독일의 마그달레나 노이너, 러시아의 마리야 코시노바, 몰도바의 나탈리아 레브첸코바의 뒤를 이어 4위를 기록했다. 이는 안나 프롤리나가 2016년 세계 하계 바이애슬론 선수권 대회에서 은메달을 따기 전까지 대한민국 국가대표 선수가 세계 대회에서 기록한 최고 성적이었다. 
2010년에는 밴쿠버에서 열린 동계 올림픽에 대한민국 국가대표로 참가하여 7.5km 스프린트 부문 63위를 기록하여 2002년 동계 올림픽에서 김자연이 기록한 69위를 갱신하여 이 경기에서 대한민국 올림픽 역사상 가장 높은 성적을 기록했다. 개인전 부문에서는 73위를 기록하였다. 같은 해에 폴란드 두슈니키즈드루이에서 열린 세계 하계 바이애슬론 선수권 대회에서는 추적 부문 6위, 스프린트 부문 10위에 올랐다. 이후 계속 월드컵에 참가했고 2011년에는 카자흐스탄의 아스타나와 알마티에서 열린 아시안 게임에 참가하여 7.5km 스프린트 종목에서 5위를 기록하고, 15km 개인전에서는 2010 동계 올림픽 은메달리스트이자 개최국 카자흐스탄의 옐레나 흐루스탈료바와 일본의 스즈키 후유코, 카자흐스탄의 마리나 레베데바의 뒤를 이어 4위를 기록했다. 이후 러시아 한티만시스크에서 열린 세계 선수권 대회에 참가하여 개인전 76위, 스프린트 74위를 기록했다. 이듬 해인 2012년에는 평창에서 열린 아시아 선수권 대회에 대한민국 국가대표로 참가하여 개인전 15km 부문에서 카자흐스탄의 갈리나 오콜즈다예바를 제치고 금메달을 획득했으며 혼성 경기에서 김선수, 이인복, 전재억과 조를 이뤄 출전하여 카자흐스탄과 일본을 누르고 금메달을 획득했다. 스프린트 경기에서는 오콜즈다예바의 뒤를 이어 은메달을 획득했다. 같은 해에는 독일 루폴딩에서 열린 세계 선수권 대회에 참가하였으나 기권했다. 2013년에는 루폴딩 월드컵에 참가하였으며, 2014년 동계 올림픽에 대한민국 국가대표로 발탁되었다.